# Muerte de João Alberto Freitas
La muerte de João Alberto Freitas se refiere a la muerte, por golpes y asfixia, de João Alberto Silveira Freitas. El crimen fue perpetrado por agentes de seguridad con la ayuda de empleados del supermercado Carrefour ubicado en el barrio Passo d'Areia, al norte de la ciudad de Porto Alegre, la noche del 19 de noviembre de 2020. La muerte de João Alberto provocó una ola de Protestas anti-racistas en varias ciudades brasileñas.
João Alberto, un hombre negro de cuarenta años, trabajaba como proveedor de servicios. Fue enterrado el 21 de noviembre , en Porto Alegre.
Seis personas fueron imputadas por el Ministerio Público por asesinato : dos encargados de seguridad (uno de ellos policía interino de la Brigada Militar de Rio Grande do Sul ) y cuatro empleados de un supermercado.

## La víctima
João Alberto Freitas, conocido popularmente como João Beto, era hijo de João Batista Rodrigues Freitas, conductor conductor y pastor. Nació y pasó su infancia en el barrio de Humaitá, junto a su hermana.
Vivía en un condominio en Vila do IAPI, donde se había mudado en 2018 con su pareja, la cuidadora de ancianos Milena Borges Alves. Después de nueve años de convivencia y de haber entrado en una unión estable, los dos tenían previsto oficializar su matrimonio en un registro civil a principios de diciembre de 2020. Beto tenía cuatro hijos de relaciones anteriores, de entre nueve y veintidós años, y una hijastra. . Era hincha del Esporte Clube São José y seguía todos los partidos del club en el norte de Porto Alegre.
João Alberto realizó cursos de mecánica de maquinaria pesada y mecánica de automóviles y trabajó en talleres automotrices. También trabajó en una empresa de correos subcontratada. Perdió parte del movimiento en una de sus manos debido a un accidente laboral en el aeropuerto Salgado Filho en 2002 y, desde entonces, trabaja en empleos temporales. Según un amigo, Freitas trabajaba con su padre como soldador en una empresa de soldadura de puertas. Padre e hijo planeaban comprar un vehículo utilitario para transportar alimentos a Ceasa y aumentar los ingresos de la familia. Según la policía, João Beto tenía antecedentes penales por violencia doméstica, amenazas y posesión ilegal de arma.

## La muerte
El 19 de noviembre de 2020, un día antes del Día de la Conciencia Negra, João Alberto Silveira Freitas, un hombre negro de cuarenta años, fue asesinado por los guardias de seguridad Magno Braz Borges y Giovane Gaspar da Silva (en ese momento, también miembro del Brigada Militar), en un hipermercado Carrefour, ubicado en el barrio Partenón, zona este de la ciudad de Porto Alegre, en Rio Grande do Sul. Ambos fueron contratados por la empresa Vector, y Silva no tenía autorización para trabajar como seguridad.
Después de un desacuerdo en la tienda, dos guardias de seguridad y la inspectora Adriana Alves Dutra siguieron a la víctima desde la caja registradora hasta el estacionamiento. Al salir del supermercado, João Alberto atacó a Giovane con un puñetazo y, a partir de ahí, fue agarrado y atacado con varias patadas y puñetazos. Después de quince segundos de ser golpeado mientras estaba de pie, los guardias de seguridad lo tiraron al suelo y continuaron golpeándolo y pateándolo. A pesar de la intervención de varios testigos y de la esposa de la víctima, los dos guardias de seguridad continuaron golpeando a João Alberto. junto con la inspectora Adriana y otros empleados de Carrefour, intimidaron a los testigos y dificultaron el registro del crimen, además de impedir la asistencia a la víctima. Según testigos, João Alberto pidió ayuda y rogó que le dejaran respirar. Un repartidor que se encontraba en el lugar y filmó el asesinato denunció que los asesinos intentaron borrar el video y lo amenazaron. Además, los guardias de seguridad impidieron que otras personas intervinieran, aunque gritaron que estaban matando al hombre.
João Alberto acabó siendo asesinado por asfixia mecánica, resultante de una inmovilización continuada, con el peso apoyado en la espalda por guardias de seguridad, similar a lo ocurrido en el caso del asesinato de George Floyd, asesinado por el policía Derek Chauvin, en Minneapolis. Sólo entonces los guardias de seguridad detuvieron la paliza y pidieron a alguien que comprobara los signos vitales de la víctima. Un testigo revisó los signos vitales de João Alberto y constató que efectivamente estaba muerto. Adriana llamó entonces a la Brigada Militar y sólo siete minutos después pidió ayuda al SAMU, informando falsamente que la víctima se había peleado con otros clientes y se "sentía mal".
Según la investigación de la Policía Civil, Adriana Dutra dio explicaciones falsas sobre el motivo de inmovilización de la víctima, mintió sobre haber sido agredida y ordenó la acción de tres empleados para impedir que otras personas ayudaran a João Alberto. Paulo Francisco da Silva tiró del brazo a la esposa de João, impidiéndole ayudar a su marido e intimidó a otras personas presentes para que no se acercaran a filmar la escena. Rafael Rezende y Kleiton Silva Santos ayudaron a inmovilizar a João Alberto y lo atacaron con patadas, mientras que el segundo también lanzó puñetazos a la víctima.
Los guardias de seguridad fueron detenidos preventivamente, acusados de triple homicidio: por causas inútiles, por asfixia y por utilizar medios que impidan a la víctima defenderse. El 24 de noviembre Adriana Alves fue detenida preventivamente.
El cuerpo de João Alberto fue enterrado el 21 de noviembre. Su féretro estaba envuelto con la bandera del Esporte Clube São José, club de la Zona Norte de Porto Alegre del que era hincha. Hubo aplausos y pedidos de justicia.

## Reacciones

### Protestas
El asesinato de João Alberto desató una ola de manifestaciones frente a las tiendas Carrefour de todo el país el 20 de noviembre, Día de la Conciencia Negra. En Porto Alegre, hubo una protesta frente a la unidad de la empresa Carrefour en la que fue asesinado João Alberto, con aproximadamente 2.500 manifestantes. Algunos grupos ingresaron a la unidad, protestando vandalizando la tienda. Las principales consignas fueron "Black Lives Matter" y exigencias de justicia para Beto, como era conocido.
Las protestas se repitieron en São Paulo, donde una sucursal de Carrefour fue incendiada. Hubo manifestaciones en las calles de la capital de São Paulo, con numerosos carteles exigiendo justicia y llamando al boicot de la cadena de hipermercados que ha estado involucrada en varios casos anteriores de violencia. El 21 de noviembre se pintó la inscripción "Black Lives Matter" en la Avenida Paulista. También se produjeron protestas en otras ciudades del estado, como Jundiaí, Osasco, Santos, Santo André y São Vicente.
En Río de Janeiro, una de las unidades de la cadena en Barra da Tijuca fue cerrada a la fuerza por los manifestantes, que se pararon frente a la tienda con una gran pancarta que decía "Dejen de matarnos". Participaron del evento los músicos Tico Santa Cruz, Nego do Borel y Pretinho da Serrinha, además de la actriz Patrícia Pillar. También se produjeron protestas en el municipio de Belford Roxo, también en el estado de Río de Janeiro.
En Belo Horizonte, la población también salió a las calles con carteles que decían "Carrefour racista" y "dejen de matarnos". Del acto participó el rapero Djonga, compartiendo la actividad en sus redes sociales. En la ciudad de Contagem, también en Minas Gerais, una tienda Carrefour fue cerrada durante las protestas en el municipio.
En Recife, las protestas tuvieron lugar en el estacionamiento de una unidad de la empresa, convocando al boicot y escribiendo mensajes antirracistas en las aceras y el asfalto. La Policía Militar de Pernambuco utilizó gas pimienta para dispersar a los manifestantes y una persona fue detenida.
En Salvador, el 22 de noviembre tuvieron lugar protestas organizadas por grupos que defienden los derechos de los quilombolas y partidarios organizados del Esporte Clube Bahia.
En Manaos, un grupo de cuarenta personas se manifestó el 21 de noviembre frente al Carrefour del barrio de Adrianópolis, colocando carteles en la valla frente al supermercado y reuniéndose en la acera. Los manifestantes recordaron casos de racismo en Amazonas y actos de violencia contra indígenas..
Siete días después del asesinato, las tiendas Carrefour en el país sólo abrieron a las 14 horas, a excepción de la unidad donde fue asesinado João Alberto, que no funcionó.

### Declaraciones públicas
El gobernador de Rio Grande do Sul, Eduardo Leite, habló públicamente para asegurar que la muerte de Freitas sería investigada rigurosamente. Nelson Marchezan Júnior, alcalde de Porto Alegre, se solidarizó con la familia de Freitas en la red social Twitter. También intervinieron los candidatos a la segunda vuelta de las elecciones municipales de Porto Alegre, Manuela d'Ávila y Sebastião Melo.
El presidente Jair Bolsonaro, por su parte, no ofreció condolencias a la familia y, en una reunión del G20, el día después del asesinato, cuestionó la existencia del racismo en Brasil, alegando que el mestizaje es la esencia del pueblo brasileño y "que hay son los que quieren destruirlo, y poner en su lugar el conflicto, el resentimiento, el odio y la división entre razas, siempre disfrazados de lucha por la igualdad o la justicia social". El vicepresidente Hamilton Mourão lamentó la falta de preparación de los agentes de seguridad del supermercado, pero también defendió la inexistencia de racismo en Brasil.
El presidente del Supremo Tribunal Federal, Luiz Fux, pidió un minuto de silencio en memoria de João Alberto, durante un acto de anuncio de una colaboración entre la Facultad Zumbi dos Palmares y el Consejo Nacional de Justicia. Además de Fux, los ministros Alexandre de Moraes, Gilmar Mendes y Luís Roberto Barroso lamentaron la muerte de João Alberto, afirmando que el caso demuestra la necesidad de combatir el racismo estructural en Brasil.
El presidente de la Cámara de Diputados, Rodrigo Maia, y el presidente del Senado Federal, Davi Alcolumbre, también lamentaron el fallecimiento y enviaron condolencias a la familia de Freitas, y resaltaron la necesidad de combatir el racismo a nivel institucional. El 24 de noviembre se autorizó la creación de una comisión externa de la Cámara de Diputados para acompañar la investigación del asesinato de João Alberto. La comisión está coordinada por el diputado Damião Feliciano, y está integrada también por otros cinco diputados: Benedita da Silva, Bira do Pindaré, Silvia Cristina, Áurea Carolina y Orlando Silva.
La Organización de las Naciones Unidas afirmaron, en un comunicado, que el asesinato de Freitas es "un acto que pone de relieve las diferentes dimensiones del racismo y las desigualdades encontradas en la estructura social brasileña". Una portavoz del Consejo de Derechos Humanos de la organización pidió una investigación "rápida, exhaustiva, independiente, imparcial y transparente" y que debería "examinar si los prejuicios raciales influyeron". En un comunicado, Amnistía Internacional calificó el crimen de inaceptable. La prensa internacional también cubrió el caso, comparándolo con el asesinato de George Floyd, ocurrido meses antes en Estados Unidos, y que provocó una serie de manifestaciones en todo el mundo.
Clubes de fútbol de Porto Alegre, como Grêmio, Internacional y São José, de los que era hincha, se manifestaron tras el asesinato de João Alberto Silveira Freitas, predicando la lucha permanente contra la discriminación racial. El piloto de Fórmula 1 Lewis Hamilton publicó una foto de una protesta contra la muerte en Porto Alegre con la leyenda "otra vida negra perdida".

## Investigación y desarrollos
El 11 de diciembre de 2020, la delegada Roberta Bertoldo, de la Policía Civil, acusó a los guardias de seguridad Giovane Gaspar da Silva (en ese momento, policía de la Brigada Militar), Magno Braz Borges y cuatro empleados del supermercado, Adriana Alves Dutra, Paulo Francisco da Silva, Kleiton Silva Santos y Rafael Rezende por triple homicidio (por causas graves, asfixia y recurso de apelación que imposibilitó a la víctima defenderse). Si bien el informe del delegado citó el racismo estructural como determinante del homicidio, ninguno de los imputados fue acusado del delito de racismo. Además, la investigación concluyó que João Alberto no había cometido ningún acto delictivo la noche de su asesinato en Carrefour, contrariamente a lo que había dicho el acusado.
Los seis imputados por la policía fueron imputados por el Ministerio Público del Estado (MP-RS), el 17 de diciembre, por triple homicidio con posible dolo (un motivo desagradable, un tanto cruel y un recurso que dificultaba la defensa de la víctima). La denuncia fue aceptada por la jueza Cristiane Busatto Zardo, del 2º Tribunal del Jurado de Porto Alegre, que consideró que había pruebas suficientes de autoría en la pieza elaborada por el MP-RS, y los seis imputados pasaron a ser imputados. La jueza responsable del caso determinó que el delito fuera reconstituido en febrero de 2021. En abril autorizó al Instituto General de Peritaje (IGP) a realizar una reproducción simulada de los hechos. Sin embargo, el IGP, en ese momento, no estaba realizando trámites que requirieran la presencia de mucha gente, supuestamente a causa de la pandemia de COVID-19.
Hasta febrero de 2021, Giovane da Silva y Magno Borges permanecían en prisión preventiva y Adriana Dutra bajo arresto domiciliario. Los demás imputados respondieron al caso en libertad. Silva fue expulsado de la Brigada Militar en diciembre de 2020.
En junio de 2021, Carrefour llegó a un acuerdo por valor de 120 millones de reales y está exento de cualquier acción legal, según el Término de Ajuste de Conducta (TAC). El acuerdo fue criticado por la Coalición Negra por los Derechos, afirmando que "la reparación del trauma social causado por la persistencia de la brutalidad y la deshumanización de los cuerpos negros no se realizará mediante contribuciones financieras a cambio de nuestras vidas". La coalición también criticó la ausencia de otras organizaciones que representaran al movimiento negro durante las negociaciones.
En noviembre de 2022, el Tribunal determinó que los seis imputados por el delito pasarán a jurado.

## Consecuencias
El 24 de noviembre de 2020, el grupo Carrefour perdió alrededor de 2 mil millones en la bolsa después del asesinato.Se ordenó a la compañía de seguridad que pagara $ 1.8 millones por muerte. en septiembre de 2021, el Carrefour implementó un nuevo sistema de seguridad en respuesta al caso João Alberto. El director de Carrefour Brasil enfatizó que la compañía no olvidará el caso, reafirmando el compromiso de lidiar con problemas raciales y violencia.el Carrefour ha admitido que estos incidentes no se pueden ignorar, revelando medidas tomadas para evitar recurrencias. el Carrefour transfirió R$ 1 millón a la familia de João Alberto Silveira Freitas. La cantidad se pretendía como compensación por pérdida trágica. Además, Carrefour incluyó una cláusula anti -racista en los contratos y depositó el monto en una cuenta específica. La transferencia buscó reparar el daño causado y apoyar a la familia después.